# Dorota Idzi
Dorota Stanisława Idzi Nowak, née le 8 mai 1966 à Ścinawka Średnia, est une pentathlonienne polonaise. 

## Palmarès

### Jeux olympiques d'été
- 2000 à Sydney,  Australie
  - 16e place en individuel

### Championnats du monde
- 2000 à Pesaro,  Italie
  -  Médaille d'or en équipe
- 1998 à Mexico,  Mexique
  -  Médaille d'or en équipe
  -  Médaille d'or en relais
- 1996 à Sienne,  Italie
  -  Médaille d'or en relais
  -  Médaille d'argent en individuel
  -  Médaille d'argent en équipe
- 1995 à Bâle,  Suisse
  -  Médaille d'or en équipe
  -  Médaille d'or en relais
- 1994 à Sheffield,  Royaume-Uni
  -  Médaille d'argent en équipe
  -  Médaille d'or en relais
- 1993 à Darmstadt,  Allemagne
  -  Médaille de bronze en individuel
- 1992 à Budapest,  Hongrie
  -  Médaille d'or en équipe
  -  Médaille d'or en relais
  -  Médaille de bronze en individuel
- 1991 à Sydney,  Australie
  -  Médaille d'or en équipe
  -  Médaille d'or en relais
- 1990 à Linköping,  Suède
  -  Médaille d'or en équipe
  -  Médaille de bronze en individuel
- 1989 à Wiener Neustadt,  Autriche
  -  Médaille d'or en équipe
- 1988 à Varsovie,  Pologne
  -  Médaille d'or en équipe
  -  Médaille d'or en individuel
- 1987 à Bensheim,  Allemagne de l'Ouest
  -  Médaille de bronze en équipe
- 1985 à Montréal,  Canada
  -  Médaille d'or en équipe

### Championnats d'Europe
- 1999 à Tampere,  Finlande
  -  Médaille d'or en relais
  -  Médaille de bronze en équipe
- 1998 à Varsovie,  Pologne
  -  Médaille d'argent en équipe
- 1995 à Berlin,  Allemagne
  -  Médaille d'or en équipe
  -  Médaille d'argent en relais
  -  Médaille d'argent en individuel
- 1993 à Győr,  Hongrie
  -  Médaille d'or en relais
- 1991 à Sofia,  Bulgarie
  -  Médaille d'argent en individuel
  -  Médaille de bronze en équipe
- 1989 à Modène,  Italie
  -  Médaille d'or en individuel
  -  Médaille d'or en équipe
  -  Médaille d'or en relais

### Championnats de Pologne
- Championne nationale en 1988, 1989, 1993, 1995 et 2000
- 3 fois vice-championne et 5 fois médaillée de bronze